# تپه سرمست
تپه سرمست مربوط به مفرغ است و در شهرستان گیلانغرب، بخش گواور، شرق و چسبیده به شهر سرمست واقع شده و این اثر در تاریخ ۲۷ اسفند ۱۳۸۶ با شمارهٔ ثبت ۲۲۳۴۷ به‌عنوان یکی از آثار ملی ایران به ثبت رسیده است.